# 鲁道夫·斯卡采尔
魯度夫·施卡素（捷克語：Rudolf "Rudi" Skácel，1979年7月17日—），捷克足球運動員，司職中場，目前效力蘇超球隊赫斯。

## 生平
史卡素之前曾效力多個國家之頂級球會，包括法國的馬賽、希臘的彭拿典奈高斯和蘇格蘭的赫斯。在赫斯時他是球會靈魂人物，能在左翼出擊或在中路策動攻勢。效力僅一季已於赫斯入16球，以中場球員而言水準相當高。
2006年夏季史卡素以160萬英鎊轉會費加盟英冠球隊修咸頓，期間被外借到德甲的哈化柏林，於2009年夏季在球隊降班英甲後遭棄用。他曾返回布拉格斯拉維亞及短暫效力拉里薩。2010年9月16日史卡素再次加盟赫斯。

## 榮譽
赫斯
- 蘇格蘭足總盃冠軍：2012年；

## 外部連結
- 足球数据库：鲁道夫·斯卡采尔的球员统计数据
- Profile at www.saintsfc.co.uk